# Saint-Loup (Giura)
Saint-Loup è un comune francese di 283 abitanti situato nel dipartimento del Giura nella regione della Borgogna-Franca Contea.

## Società

### Evoluzione demografica
Abitanti censiti